# Leucophyllum ambiguum
Leucophyllum ambiguum är en flenörtsväxtart som beskrevs av Alexander von Humboldt och Bonpl.. Leucophyllum ambiguum ingår i släktet Leucophyllum och familjen flenörtsväxter. Inga underarter finns listade i Catalogue of Life.